# Acacia repens
Acacia repens é uma espécie de leguminosa do gênero Acacia, pertencente à família Fabaceae.